# Dima Bondarev
Dmitry „Dima“ Bondarev (ukrainisch Дмитрий Бондарев ‚Dmitri Bondarew‘; * 6. Dezember 1984 in der Ukraine) ist ein ukrainischer Jazzmusiker (Trompete, Komposition).

## Leben und Wirken
Bondarev begann im Alter von neun Jahren Trompete zu spielen und erhielt zunächst klassischen Unterricht. Danach entdeckte er seine Leidenschaft für den Jazz. Zwischen 2008 und 2013 gehörte er zum Acoustic Quartet und der Band Magnifika und trat auf großen Jazzfestivals auf. Ab 2013 studierte er am Jazz-Institut Berlin, wo er nach dem Bachelor- 2020 auch den Masterstudiengang bei Gerard Presencer, Tom Arthurs und Sebastian Studnitzky absolvierte. Weiterhin erhielt er Unterricht bei Piotr Wojtasik und Robert Majewski in Warschau und Breslau.
2017 veröffentlichte Bondarev sein Debütalbum I’m Wondering mit Eigenkompositionen, das die Kritik positiv überraschte. Mit der Baseler Focusyear-Band veröffentlichte er 2022 das Album Tiny Windows. Im Januar 2025 folgte unter eigenem Namen sein Album Get a Second Wind.
Bondarev arbeitete weiterhin mit Musikern wie Aaron Parks, Kurt Rosenwinkel, Larry Grenadier, Logan Richardson, Cuong Vu, Kris Davis, Lionel Loueke, Jorge Rossy, Wolfgang Muthspiel, Elena Pinderhughes, Doug Weiss, Joey Baron, Steve Turre, Nels Cline, Guillermo Klein, Reza Askari, Elias Stemeseder, Ingrid Laubrock sowie der NDR Big Band, dem Brussels Jazz Orchestra und Jazzanova. Er spielte auf einer Vielzahl internationaler Festivals wie dem North Sea Jazz Festival, Umbria Jazz, Xjazz, Jazzfest Berlin oder Jazz nad Odra. Er ist auch auf Alben von Alex's Hand, Amund Kleppan, Andreas Steffen, Giovanni Perin, Ina Forsman, Joe Jackson, Mirna Bogdanović, Nina Rotner und Sunchild zu hören.

## Preise und Auszeichnungen
Bondarev erhielt 2015 den JIB-Jazz-Preis der Karl Hofer Gesellschaft und 2021/22 eine Focusyear Fellowship. 2025 wurde er mit dem Deutschen Jazzpreis in der Kategorie „Blechblasinstrumente“ ausgezeichnet.

## Diskographische Hinweise
- I’m Wondering (Unit Records 2017, mit Igor Osypov, Ludwig Hornung, Max Mucha, Jesus Vega)
- Focusyear Band 2022: Tiny Windows (Neuklang 2022, mit Fernando Brox Merlo, Alden Hellmuth, Roberto Nieva, Yvonne Rogers, Julia Perminova, Thiago Alves, Aaron Dolman)
- Davide Incorvaia, Johannes Barthelmes, Dima Bondarev: Double Take (2023)
- Get a Second Wind (Dnipro & Kruchi, 2025, mit  Wanja Slavin, Igor Spallati, Jim Black)